# N33 (Luxemburg)
De N33 (Luxemburgs: Nationalstrooss 33) is een nationale weg in Luxemburg. De route verbindt de plaatsen Rumelange en Tétange met de N31 richting Esch-sur-Alzette enerzijds en met de N31 in Kayl anderzijds. De route heeft een lengte van ruim 7 kilometer.
De N33 werd als wegnummer in het jaar 1995 ingevoerd. Tot dat jaar had de route de wegnummers CR166 (N31 - Rumelange), CR166a (Rumelange - Station Rumelange) en CR165. (Station Rumelange - Kayl (N31))

## Plaatsen langs de N33
- Rumelange
- Tétange
- Kayl

N1 ·
N2 ·
N3 ·
N4 ·
N5 ·
N6 ·
N7 ·
N8 ·
N10 ·
N11 ·
N12 ·
N13 ·
N14 ·
N15 ·
N16 ·
N17 ·
N18 ·
N19 ·
N20 ·
N21 ·
N22 ·
N23 ·
N24 ·
N25 ·
N26 ·
N27 ·
N28 ·
N31 ·
N32 ·
N33 ·
N34 ·
N35 ·
N37 ·
N38
N50 ·
N51 ·
N52 ·
N53 ·
N55 ·
N56 ·
N57